# Thanatofobie
Thanatofobie is een specifieke fobie voor de dood, om te sterven en zaken die aan sterven doen denken. De naam is afgeleid van het Griekse θάνατος thánatos, dood en φόβος phóbos, angst.
Een zekere angst voor de dood is bij de meeste mensen wel aanwezig en er treedt doodsangst op als iemand in levensgevaar verkeert, maar van een fobie is pas sprake als de angst niet-reëel is (wat de persoon zich ook realiseert) en het dagelijkse leven van de lijder overmatig sterk beïnvloedt.
Iemand kan bijvoorbeeld stelselmatig proberen de confrontatie met de dood te ontlopen (bv. het mijden van begrafenissen, kerkhoven of begrafenisondernemingen). Mocht de confrontatie toch plaatsvinden, kan een zeer sterke onrust of zelfs paniek ontstaan. Ook een paniekaanval die om andere redenen is ontstaan, kan tot acute thanatofobie leiden.
Psychologische hulp kan uitkomst bieden, waarbij rekening wordt gehouden met de manier waarop de fobie is ontstaan. Geestelijke verzorging kan ook helpen om met de dood te leren omgaan in het leven.